# Щербатов, Осип Иванович
Князь Осип Иванович Щербатов (ум. 1667) — русский военный и государственный деятель, патриарший стольник (1622), царский стольник (1626), дворянин московский (1643), окольничий (1660) и воевода, сын князя Ивана Андреевича Щербатова.

## Биография
В августе 1626 года князь Осип Щербатой был пожалован из патриарших стольников в царские стольники. В 1630-1632 годах — воевода в Рыльске. В 1634 году О. И. Щербатов был назначен воеводой в Можайске. В 1636 году находился на воеводстве в Кольском остроге. В 1642 году князь Осип Иванович Щербатов участвовал в работе Земского собора в Москве, где обсуждался вопрос о судьбе турецкой крепости Азов, захваченной в 1637 году донскими казаками. 1 марта 1643 года был пожалован из стольников в московские дворяне и назначен воеводой во Мценск.
В 1647 году князь Осип Иванович Щербатов был назначен воеводой в Томск, где провел два года. Во время его пребывания в Томске произошел бунт. Щербатов руководил строительством нового Томского кремля, которое ложилось повинностями на плечи горожан. Несколько опальных московских дворян, сосланных в Томск, не поладили с первым воеводой Щербатовым и подняли мятеж. На их сторону перешёл второй воевода Илья Бунаков с подчиненными ему служилыми людьми. Осип Щербатов был отстранён от управления и арестован. Служилые люди из других сибирских городов заняли Томск и восстановили порядок. Виновники бунта были биты кнутом и сосланы в «гиблые» места.
В 1649 году князь Осип Иванович Щербатов был вызван из Томска в Москву. Участник русско-польской войны 1654—1667 годов. В 1655 году был первым воеводой в Смоленске. В том же 1655 году участвовал в походе царя Алексея Михайловича на Речь Посполитую, во время которого находился в царском полку. В 1656 году О. И. Щербатов был назначен воеводой в Полоцк. В 1660 году был пожалован в окольничие и во главе «многих ратных людей» отправлен на Украину на помощь гетману Юрию Хмельницкому. В том же 1660 году участвовал в неудачной военной кампании киевского воеводы Василия Борисовича Шереметева против Речи Посполитой, вместе с ним капитулировал под Чудновом. Осип Иванович Щербатов попал в плен, из которого был освобожден в августе 1661 года за выкуп в размере 20 тысяч польских золотых. В 1663-1666 годах князь Осип Иванович Щербатов находился на воеводстве на Северной Двине.
Дети: Константин Осипович Щербатов (ум. 1696), стольник, окольничий, боярин и воевода, и Иван Осипович Щербатов (1648—1727), стольник и воевода.